# Aminu
Aminu (in accadico, 𒀀𒈪𒉡, A-mi-nu; fl. XXI secolo a.C.) è stato un sovrano dell'Assiria.